# Aksaray Malaklısı
Aksaray Malaklısı, auch Türk Mastifi (Türkischer Mastiff), ist eine vom türkischen kynologischen Dachverband Köpek Irkları ve Köpek Bilimleri Federasyonu (KIF) in der FCI anerkannte Hunderasse, die zu den Hirtenhunden zählt. Sie ist vor allem in Aksaray und der gleichnamigen Provinz anzutreffen. Ein Rassestandard, wie er für die Anerkennung der Rasse durch die FCI nötig ist, existiert noch nicht, ist aber in Arbeit.
Archäologische Funde in der Region zeigen, dass Hunde dieses Typs bereits seit alters her verwendet wurden. Die Hunderasse (bzw. ihre Vorläufer) wurde historisch als Kriegshund eingesetzt, gegenwärtig wird sie als Wachhund und Herdenschutzhund verwendet. Typisch und namensgebend für die Rasse sind die hängenden unteren Lefzen (malak). Kopf und Körper sind massig, Haut und Fell ziemlich dünn.
In einer Studie, in der Hunde vom Malaklı-Typ untersucht wurden, wird deren Verhalten mit dem des Kangals verglichen und sie werden Menschen und anderen Hunden gegenüber als aggressiver als dieser beschrieben. Wie der Kangal gehört der Malaklı zur Gruppe der türkischen Hirtenhunde mit schwarzer Maske (Karabaş, dt. Schwarzkopf). Sein Körperbau ist massiger als der des Kangals, die Rute weniger gebogen, die Haare kürzer. Vor allem aber kann man ihn durch seinen massigen Kopf und die Halsform sowie die hängenden Lefzen vom Kangal unterscheiden. In dieser Studie wurde eine Widerristhöhe von 72,98±0,49 cm für die untersuchten Hündinnen und von 78,36±0,31 cm bei den Rüden festgestellt. Rüden waren im Mittel 62,29±0,68 kg schwer, Hündinnen 53,20±1,01 kg. Der Malaklı ist damit größer und schwerer als die anderen türkischen Hirtenhundrassen Kangal, Kars-Hund und Akbaş.